# Gerard K. O’Neill
Gerard Kitchen O’Neill (ur. 6 lutego 1927 w Nowym Jorku, zm. 27 kwietnia 1992 w Redwood City) – amerykański fizyk, futurolog, pracownik naukowy Uniwersytetu w Princeton.
W latach 70. XX wieku Gerard O’Neill we współpracy z naukowcami z NASA i Stanford University opracował projekt statku orbitalnego dla ponad 10 000 osób.
Zmarł na leukemię.

## Publikacje
- The High Frontier. Human Colonies in Space. William Morrow & Company, 1977, ISBN 0-9622379-0-6.
- Space-Based Manufacturing from Nonterrestrial Materials. American Institute of Aeronautics and Astronautics, 1977, ISBN 0-915928-21-3
- 2081. A Hopeful View of the Human Future. Simon and Schuster, 1981, ISBN 0-671-44751-3.
- The Technology Edge. Opportunities for America in world competition. Simon and Schuster, 1983, ISBN 0-671-55437-9.